# Lopinavir
Le lopinavir est un inhibiteur de protéase utilisé comme antiviral contre le VIH. Il est commercialisé en association fixe avec le ritonavir (LPV/r) des laboratoires Abbott essentiellement sous la marque Kaletra et, dans certaines régions du monde, sous la marque Aluvia.

## Mode d'action et pharmacologie
Le lopinavir agit en inhibant la production de protéines et enzymes fonctionnelles par les nouveaux virions, ce qui bloque la propagation du virus. Les essais cliniques ont montré une activité antivirale plus élevée que celle de substances de référence comme nelfinavir ou indinavir.
Chez l'homme, le lopinavir est rapidement dégradé dans l'organisme par le système du cytochrome P450. C'est la raison pour laquelle il n'est administré qu'en association fixe avec le ritonavir. Ce second médicament, qui est également un inhibiteur de protéase, a pour fonction d'inhiber les monooxygénases du cytochrome P450, et donc de ralentir la dégradation du lopinavir par ces enzymes. Ceci permet de réduire sensiblement la dose nécessaire, et donc le nombre de comprimés devant être absorbés par le patient.
La question de savoir si le lopinavir atteint le liquide céphalo-rachidien (LCR) est restée longtemps controversée, mais une étude publiée en 2005 sur 31 paires LCR-plasma de 26 patients infectés par le VIH a montré que 24 paires LCR-plasma (77,4 %) présentaient un taux de lopinavir supérieur à la concentration inhibitrice médiane (IC50) pour le VIH.

## Effets indésirables et interactions
La prise de lopinavir s'accompagne fréquemment d'effets secondaires tels que diarrhée, douleur abdominale, selles anormales, plus rarement d'effets indésirables tels qu'une réaction cutanée ou du système nerveux central, une rhabdomyolyse (dégradation des muscles squelettiques) ou une pancréatite. Les patients atteints de cardiopathie structurelle, d'arythmie ou d'ischémie myocardique doivent utiliser l'association lopinavir + ritonavir avec prudence.
L'inhibition du cytochrome P450 conduit à accroître la concentration dans l'organisme en inhibiteurs de protéases et, par conséquent, la biodisponibilité en toute molécule normalement dégradée par ce mécanisme telles que les benzodiazépines, les antiarythmiques, ou encore les dérivés de l'ergoline et les alcaloïdes de l'ergot du seigle.

## Divers
Le lopinavir fait partie de la liste des médicaments essentiels de l'Organisation mondiale de la santé (liste mise à jour en avril 2013).